# Онищенко Ірина Юліївна
Ірина Юліївна Онищенко (1937 — ?) — українська радянська діячка, новатор виробництва, шліфувальниця Свалявського промкомбінату Закарпатської області. Депутат Верховної Ради УРСР 6-го скликання.

## Біографія
Закінчила десятирічну середню школу. Член ВЛКСМ.
З 1950-х років — полірувальниця, шліфувальниця Свалявського промкомбінату Свалявського району Закарпатської області.